# Hal Willner
Hal Willner (Filadelfia, 6 de abril de 1956 - Nueva York; 7 de abril de 2020) fue un productor musical estadounidense que trabajó en grabaciones, películas, televisión y eventos en vivo. Fue conocido por reunir álbumes tributos y eventos con una amplia variedad de artistas y estilos musicales (jazz, música clásica, rock, Tin Pan Alley). Su primer álbum tributo fue Amarcord Nino Rota en 1981.

## Carrera
A fines de la década de 1970 trabajó con el productor discográfico Joel Dorn, acreditado como Productor Asociado en los álbumes de Leon Redbone Double Time y Champagne Charlie, y Fiyo de The Neville Brothers en el Bayou. Fue el productor musical de sketch de Saturday Night Live desde 1981. También fue productor del programa de televisión Sunday Night conducido por David Sanborn. 
Produjo álbumes para Marianne Faithfull, Lou Reed, Bill Frisell, Steven Bernstein, William S. Burroughs, Gavin Friday, Lucinda Williams, Laurie Anderson y Allen Ginsberg, entre otros. Produjo un concierto tributo en vivo a Tim Buckley, que finalmente lanzó la carrera del hijo de Tim, Jeff. Lanzó un álbum bajo su propio nombre: Whoops, I'm a Indian, que presentaba muestras de audio de discos de 78 rpm de principios del siglo XX. 
Después de la puesta en escena anterior (ver la lista a continuación), en enero de 2010 Willner produjo su evento de concierto de temática pirata Rogue's Gallery para el Festival de Sydney. El elenco multinacional incluyó a Marianne Faithfull, Todd Rundgren, Tim Robbins, Gavin Friday, Peter Garrett, Baby Gramps, David Thomas, Sarah Blasko, Katy Steele, Peaches, Glenn Richards, Liam Finn, Camille O'Sullivan, Kami Thompson y Marry Waterson.

## Muerte
Willner murió en Nueva York de complicaciones de COVID-19 causado por el virus del SARS-CoV-2 durante la pandemia de enfermedad por coronavirus, el 7 de abril de 2020, a la edad de 64 años.

## Álbumes tributos
- Amarcord Nino Rota (1981) El primer álbum tributo de Willner saluda al compositor italiano Nino Rota, y presenta la interpretación de su música para las películas de Federico Fellini por músicos de jazz y pop, incluidos: Wynton y Branford Marsalis ; Carla Bley Muhal Richard Abrams ; Bill Frisell ; Steve Lacy ; Jaki Byard ; y Deborah Harry
- Así es como me siento ahora: un tributo a Thelonious Monk (1984) presenta músicos que van desde John Zorn hasta Peter Frampton
- Lost in the Stars: The Music of Kurt Weill (1985) presenta músicos que van desde Sting hasta Charlie Haden
- Stay Awake: Various Interpretations of Music from Vintage Disney Films (1988) presenta actuaciones de canciones de películas de Walt Disney de un gran elenco de artistas que van desde Sun Ra a Michael Stipe, Ringo Starr, Yma Sumac y Ken Nordine
- Weird Nightmare: Meditations on Mingus (1992) es un homenaje a Charles Mingus, con instrumentos diseñados y construidos por el compositor estadounidense Harry Partch, prestados de su patrimonio. Los artistas incluyen Bill Frisell, Vernon Reid, Henry Rollins, Keith Richards, Charlie Watts, Don Byron, Henry Threadgill, Gary Lucas, Bobby Previte, Robert Quine, Leonard Cohen, Diamanda Galás, Chuck D, Francis Thumm y Elvis Costello
- Canciones de septiembre: La música de Kurt Weill (1995) recreación del tributo anterior de Weill como un especial de televisión canadiense dirigido por Larry Weinstein. Se emitió un CD que incluye actuaciones de Nick Cave y PJ Harvey . La lista de artistas en esta grabación es bastante diferente de la lista de artistas en su tributo anterior a Weill. Algunos de los que están en ambos homenajes, como Lou Reed y Charlie Haden, proporcionan nuevas grabaciones de las piezas que contribuyeron anteriormente. Muchas de las canciones incluidas son las mismas, aunque la nueva grabación tiende a grabaciones más históricas (Lotte Lenya, Bertolt Brecht y el propio Weill), mientras que la anterior tendía a homenajes más vanguardistas.
- Stormy Weather: The Music of Harold Arlen (2003) otro programa de televisión de Larry Weinstein. El CD incluye actuaciones de Rufus Wainwright, Debbie Harry, David Johansen, Eric Mingus y Sandra Bernhard.
- Leonard Cohen: I'm Your Man (2006) banda sonora de la película documental de Lian Lunson sobre el homenaje de Willner Leonard Cohen Came So Far for Beauty
- Rogue's Gallery: Pirate Ballads, Sea Songs, and Chanteys (2006) 2x CD doble incluye artistas que van desde Bono hasta Van Dyke Parks .
- The Harry Smith Project: Antology of American Folk Music Revisited (2006). Grabado en los eventos del Proyecto Harry Smith de Hal Willner en Londres (1999), Brooklyn (1999) y LA (2001), más un documental en DVD.
- Son of Rogues Gallery: Pirate Ballads, Sea Songs & Chanteys (2013) es un álbum recopilatorio de chabolas marinas y el seguimiento de la Rogue's Gallery de 2006.

## Eventos de homenaje en vivo
- Saludos de Tim Buckley (Brooklyn 1991)
- Nevermore: Poems & Stories of Edgar Allan Poe (Brooklyn 1995),[8] que condujo al álbum Closed on Account of Rabies (1997), luego el Show de Halloween de Hal Willner: Never Bet the Devil your Head (Los Angeles 2002), luego Cerrado a causa de la rabia: poemas y cuentos de Edgar Allan Poe (Los Ángeles 2001)[9]
- Homenaje a Allen Ginsberg (Los Ángeles)
- Escritos del marqués de Sade (Nueva York 1998)
- The Harry Smith Project (Londres 1999, Los Ángeles 2001)
- El Proyecto Doc Pomus (Ciudad de Nueva York 2001)
- Llegó tan lejos para la belleza, una noche de canciones de Leonard Cohen (Brooklyn 2003, Brighton 2004, Sydney 2005, Dublín 2006)[10][11][12]
- Dream Comfort Memory Despair: The Songs of Neil Young (Brooklyn 2004), seguido del Proyecto Neil Young de Hal Willner [13] (Juegos Olímpicos de Vancouver 2010)
- Socios perfectos: Nino Rota y Federico Fellini (Londres 2004)
- Shock and Awe: The Songs of Randy Newman (Los Angeles 2004)
- Comamos: festejando en el teatro Firesign (Los Ángeles 2004)[14]
- Forest of No Return: Hal Willner presenta Vintage Disney Songbook (Londres 2007), seguido de Stay Awake: vigésimo aniversario de la grabación clásica de canciones de Disney (Brooklyn 2008)[15] (Stay Will Wawa de Hal Willner en la UCLA estaba programada para el 30 de octubre de 2008, pero fue cancelado debido a la falta de disponibilidad de algunos artistas)[16]
- Rogue's Gallery (NYC 2007, Dublín 2008, Londres 2008, Gateshead 2008, Sydney 2010)
- Proyecto Bill Withers de Hal Willner (Brooklyn 2008)
- Begats: lecturas del trabajo de Burroughs, DeSade y Poe (Brooklyn 2009)
- ¿Tienes derecho a cantar el blues? Música y lecturas de Un buen romance, compositores judíos, canciones americanas (Nueva York 2010)
- An Evening with Gavin Friday and Friends (Nueva York, Carnegie Hall, 2009)[17]
- Proyecto Freedom Riders de Hal Willner (Brooklyn 2011)[18]
- Shelebration: The Works of Shel Silverstein (Nueva York 2011)[19]
- Amarcord Nino Rota de Hal Willner (Londres, The Barbican, 2013; Nueva York, Lincoln Center, 2018)[20]
- The Bells: A Day Long Celebration of Lou Reed (Nueva York, 30 de julio de 2016)

## Grabaciones de palabras habladas
Con la creciente prevalencia de álbumes tributos a fines de la década de 1980 (como Red Hot + Blue), Willner decidió centrar su atención en las grabaciones de palabras habladas. 
- Dead City Radio (1990) de William Burroughs cuenta con el respaldo musical de Sonic Youth, Donald Fagen, John Cale y otros.
- Spare Ass Annie y otros cuentos (1996) de William Burroughs con música de The Disposable Heroes of Hiphoprisy .
- The Lion for Real de Allen Ginsberg cuenta con acompañamiento musical de Bill Frisell, Philip Glass, Paul McCartney y otros.
- Closed on Account of Rabies (1997) consiste en lecturas de poemas y cuentos de Edgar Allan Poe de Iggy Pop y otros. Como el único álbum tributo de "palabra hablada" de Willner, encaja en el contexto de sus otros tributos basados en la música.
- In with the Out Crowd (1998) del poeta Bob Holman .
- Let the Buyer Beware (2004) es un conjunto autoritario de seis cajas de CD de grabaciones históricas del comediante Lenny Bruce .

## Proyectos relacionados con el cine
Puede encontrar una lista más completa de las contribuciones de Willner a películas y televisión en www.imdb.com (ver enlaces externos).
- The Carl Stalling Project: Dos CD de música compuesta y / o arreglada por Carl Stalling para dibujos animados de Warner Brothers . El primer CD fue lanzado en 1990; "Volumen 2" fue lanzado en 1995.
- Las bandas sonoras de las películas de Robert Altman Short Cuts (1993) y Kansas City (1996).
- Supervisor de música o productor para The Million Dollar Hotel (Dir. Wim Wenders, 2000), Finding Forester (Dir. Gus Van Sant, 2000), Pandillas de Nueva York (Dir. Martin Scorsese, 2002), Noches de Talladega (Dir. Adam McKay, 2006) y otros.